# フディート・チャコン
フディート・チャコン（Judith Andrea Chacón Ozuriaga、1986年1月29日 - 2009年10月27日）は、ベネズエラ、カラカス出身の重量挙げ選手。2006年にコロンビアのカルタヘナで開催された中央アメリカ・カリブ海競技大会女子63キロ級に出場したが4位に終わりメダル獲得はできなかった。2007年のウエイトリフティング世界選手権では女子53キロ級14位、2008年の北京オリンピックでは女子53キロ級に出場したが、出場9人中最下位に終わっている。
2009年10月27日、妊娠の際のウイルス感染により娘の出産時に死亡。23歳だった。